# Tresnuraghes
Tresnuraghes (deutsch: Drei Nuraghen) an der SS 292 gelegen, ist eine Gemeinde auf Sardinien unweit von Bosa, auf der oberhalb der Stadt gelegenen Hochebene Planargia in der Provinz Oristano. Sie wurde im Mittelalter von Küstenbewohnern gegründet, die sich wegen der Sarazenenüberfälle ins Hinterland absetzten. Auf einer Fläche von 31,5 km² leben 1011 Einwohner (Stand 31. Dezember 2023).
  Nachbargemeinden sind: Flussio, Magomadas und Sennariolo.
 
Die alte, sich ins Umland ausdehnende Stadt wächst mit dem benachbarten Magomadas zusammen. Sie ist Standort einer Kathedrale, die durch ihr buntes Kacheldach auffällt, das mit den grauen Fassaden der Innenstadt kontrastiert. Von Tresnuraghes und Magomadas aus erreicht man die Badebuchen von Marina di Magomadas und Porto Alabe.
In der Nähe liegen/stehen der Dolmenrest von "Su Jù Malmuràdu" (deutsch „das versteinerte Joch“), sowie der Baityloi und das ruinierte Gigantengrab von Pischinainos.

## Söhne und Töchter der Gemeinde
- Giovanni Pintori (1912–1999), italienischer Grafiker

## Verkehr
Von Macomer aus führt eine Schmalspurstrecke via Tresnuraghes nach Bosa Marina. Diese wird nur noch im Sommer mit dem "Trenino verde" befahren, Verbindungen etwa zweimal pro Woche.
Bei Tresnuraghes gibt es einen kleinen Flugplatz (Aviosuperficie Torre Foghe) für die Allgemeine Luftfahrt.